# Matteo Eustachio Gonella

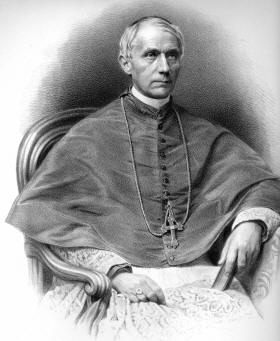
Erzbischof Gonella als Apostolischer Nuntius in München (1865)

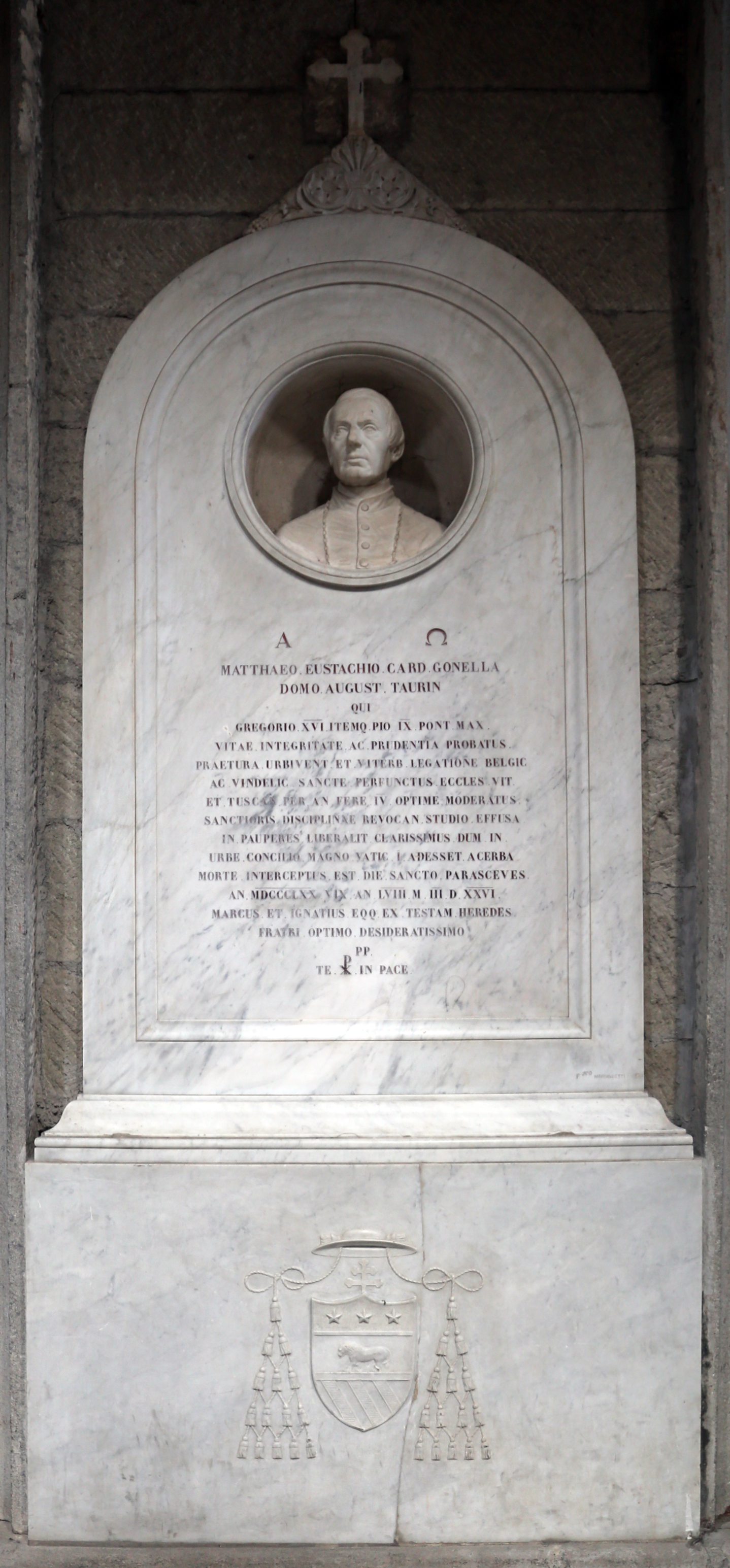
Grabdenkmal des Kardinals mit seinem Wappen (Dom von Viterbo)

Matteo Eustachio Gonella (* 20. September 1811 in Turin; † 15. April 1870 in Rom) war Päpstlicher Diplomat und Kardinal der römisch-katholischen Kirche.

## Leben
Nach der Firmung am 22. Mai 1820 studierte der Sohn von Andrea Gonella Theologie in Turin und an der Sapienza in Rom, wo er auch am 20. Dezember 1841 utroque iure promovierte und den Doktortitel in Zivil- und Kirchenrecht erwarb. Gonellas Priesterweihe fand am 18. Februar 1838 in Saluzzo statt. Er war von 1846 bis 1847 Apostolischer Delegat in der Provinz Orvieto und von 1847 bis 1848 in der Provinz Viterbo. Papst Pius IX. ernannte ihn am 20. Mai 1850 zum Titularerzbischof von Neocaesarea in Syria und spendete ihm sechs Tage später in Rom die Bischofsweihe; Mitkonsekratoren waren Erzbischof Domenico Lucciardi, Sekretär der Kongregation für die Bischöfe und Regularen, und Bischof Giuseppe Maria Castellani OESA, Päpstlicher Sakristan. Vom 13. Juni 1850 bis 1. Oktober 1861 war er Apostolischer Nuntius in Belgien mit Sitz in Brüssel. Dort stellte ihm Théophile Verbist (* 12. Juni 1823 in Antwerpen; † 23. Februar 1868 in der Mongolei) sein Missionsprojekt der Kongregation vom Unbefleckten Herzen Mariens vor. In dieser Funktion stellte er am 13. Januar 1859 ein Visum für Eduard VII. für den Kirchenstaat aus.
Vom 1. Oktober 1861 bis 22. Juni 1866 war er Apostolischer Nuntius in München und residierte in der Ludwigstraße 29/1. Er kam am 5. Januar 1862 in München an, wo er am 7. Januar zur Entgegennahme der Akkreditierung von Maximilian II. Joseph empfangen wurde. Am 22. Juni 1866 wurde er zum Bischof von Viterbo und Toscanella mit dem persönlichen Titel eines Erzbischofs ernannt.
Papst Pius IX. nahm ihn am 13. März 1868 als Kardinalpriester in das Kardinalskollegium auf und übertrug ihm drei Tage später die Titelkirche Santa Maria sopra Minerva. Von 1869 bis 1870 war er Teilnehmer am Ersten Vatikanischen Konzil.
Sein Leichnam wurde in Sant’Agostino aufgebahrt und in der Kathedrale von Viterbo beigesetzt.